# Vopnafjörður (fjord)
Pour l’article homonyme, voir Vopnafjörður.
Le Vopnafjörður, toponyme islandais signifiant littéralement en français « les fjord des armes », est un fjord d'Islande situé dans le Nord-Est du pays. Il s'ouvre au nord-est sur la mer du Groenland. Le port de Vopnafjörður est situé au fond du fjord.